# Benney
Benney is een gemeente in het Franse departement Meurthe-et-Moselle (regio Grand Est) en telt 517 inwoners (1999). De plaats maakt deel uit van het arrondissement Nancy.

## Geografie
De oppervlakte van Benney bedraagt 18,6 km², de bevolkingsdichtheid is 27,8 inwoners per km².
De onderstaande kaart toont de ligging van Benney met de belangrijkste infrastructuur en aangrenzende gemeenten.

## Demografie
Onderstaande figuur toont het verloop van het inwonertal (bron: INSEE-tellingen).